# Asiccia lithosiana
Asiccia lithosiana är en fjärilsart som beskrevs av George Francis Hampson 1926. Asiccia lithosiana ingår i släktet Asiccia och familjen nattflyn. Inga underarter finns listade i Catalogue of Life.